# Mallorca Classic
O Mallorca Classic (trad. lit. Clássico de Maiorca) foi um torneio masculino de golfe profissional no PGA European Tour, que foi disputado entre 2003 e 2007 no Pula Golf Club (Clube de Golfe Pula), em Maiorca, na Espanha. Marcou a volta do European Tour à ilha, e Mallorca Classic é o segundo torneio do Tour (Circuito) realizado em Maiorca. Antes, foi anfitriã do Open de Baleares entre 1988 e 1995.

## Campeões
| Ano  | Campeão              | País    | Pontuação | Par | Margem    | Vice-campeão(ões)                              |
| ---- | -------------------- | ------- | --------- | --- | --------- | ---------------------------------------------- |
| 2007 | Grégory Bourdy       | França  | 268       | −12 | 2 tacadas | Sam Little                                     |
| 2006 | Niclas Fasth         | Suécia  | 275       | −5  | 3 tacadas | Sergio García                                  |
| 2005 | José María Olazábal  | Espanha | 270       | −10 | 5 tacadas | Paul Broadhurst Sergio García José Manuel Lara |
| 2004 | Sergio García        | Espanha | 268       | −12 | 4 tacadas | Simon Khan                                     |
| 2003 | Miguel Ángel Jiménez | Espanha | 204*      | −6* | 1 tacada  | José María Olazábal                            |

* A primeira edição, em 2003, foi reduzida a apenas três rodadas por causa do mau tempo.